# Relictocera mus
Espèce
Synonymes
- Merizocera mus Deeleman-Reinhold, 1995

Relictocera mus est une espèce d'araignées aranéomorphes de la famille des Psilodercidae.

## Distribution
Cette espèce est endémique de la province de Prachuap Khiri Khan en Thaïlande,. Elle se rencontre dans les grottes Tham Sai et Tham Kaeo.

## Description
La carapace du mâle holotype mesure 1,0 mm de long sur 0,9 mm et l'abdomen 1,1 mm de long et la carapace de la femelle paratype mesure 0,8 mm de long sur 0,85 mm et l'abdomen 1,3 mm de long

## Publication originale
- Deeleman-Reinhold, 1995 : The Ochyroceratidae of the Indo-Pacific region (Araneae). The Raffles Bulletin of Zoology Supplement, no 2, p. 1-103 (texte intégral).